# Portales
Portales is een plaats (city) in de Amerikaanse staat New Mexico, en valt bestuurlijk gezien onder Roosevelt County.

## Demografie
Bij de volkstelling in 2000 werd het aantal inwoners vastgesteld op 11.131.
In 2006 is het aantal inwoners door het United States Census Bureau geschat op 11.308, een stijging van 177 (1,6%).

## Geografie
Volgens het United States Census Bureau beslaat de plaats een oppervlakte van
17,7 km², geheel bestaande uit land. Portales ligt op ongeveer 1221 m boven zeeniveau.

## Plaatsen in de nabije omgeving
De onderstaande figuur toont nabijgelegen plaatsen in een straal van 36 km rond Portales.